# Língua ancolé
Ancolé (em ancolé: Nkore, Nyankore, Nyankole, Nkole, Orunyankore, Orunyankole, Runyankore, Runyankole) é uma língua Banta falada pelos povos Nkore (Banyankore) e Hima do sudoeste de Uganda na área da antiga monarquia de Ankole.

## Escrita
Usa-se para o Nkore o alfabeto latino sem as letras C.isolado, J, Q, X; usam-se as formas – aa, ee, ch, gy, ky, mp, mw, my, nd, ng, ny, ry, sh, sy, ts, tsy;

## Falantes
São cerca de 2.330 mil falantes nativos, encontrada principalmente nos distritos de Mbarara, Bushenyi, Ntungamo, Kiruhura, Ibanda, Isingiro e Rukungiri. Runyankole faz parte de uma língua africana oriental e central, falada diferentemente pelas pessoas Nkore, Kiga, Nyoro e Tooro em Uganda; o Nyambo, Ha e Haya na Tanzânia; bem como alguns grupos étnicos na [região do Congo], Burundi e Ruanda. Eles faziam parte do Reino Bunyoro-Kitara dos séculos XIV e XVI.
Há uma breve descrição e guia de ensino para esta língua, escrita por Charles Taylor na década de 1950, e um dicionário adequado em impressão. Embora esta língua seja falada por quase todos os ugandenses da região, a maioria também fala inglês, especialmente nas cidades. O inglês é a língua oficial e a língua ensinada nas escolas.
Nkore é muito similar à língua Kiga (84% –94% no léxico) que alguns argumentam que são dialetos de uma mesma língua, a chamada Nkore-Kiga (conf. Charles V. Taylor).

## Saudações
A saudação "Agandi", implicando: "Como você está?" mas literalmente significando "outras notícias!", pode ser respondido com "Ni marungi", que literalmente significa "boas notícias!".
As saudações apropriadas são "Oraire ota?" Ou "Osiibire ota?", Traduzidas literalmente "Como foi sua noite?" e como foi seu dia?". "Boa noite" é "Oraare gye" e "Bom dia" é "Osiibe gye".
Aqui estão algumas palavras podem ser usadas numa saudação:*Madam – Nyabo
- Senhor – Ssebo
- Crianças – omwana
- Menino – omwojo
- Menina – omwishiki

## Alimentos
- Ebitokye: Banana de Uganda
- Obuhunga – Pão de maize ou milho
- Ebihimba – Feijão
- Enyama – Carne
- Oburo – Pão de milheto

## Outros
- Não: ngaaha (ing-gah-ha)or apaana (ah-pah-nah)
- Sim: Eego (egg-oh)
- Obrigado: Webare (Way-ba-re)
- Muito obrigado: Webare munonga (Way-ba-lay mu-non-ga)
- Não há de que (liter.: Grato por apreciar): Webare kusiima (way-ba-re koo-see-mah)
- Eu gost/amo você: Ninkukunda (nin-koo-coon-dah) ou ninkukunda munonga (nin-koo-coon-dah moo-non-gah)
- Meu nome é ____: Eizina ryangye ninye ______ (ey-zeen-ah riya-gye ni-nye___) ou ndi _____ (in-dee ______)
- Eu sou de _____: Ninduga_____ (nin-doog-ah_____)
- Quanto é em shillings/dinheiro? Ni shiringi zingahi? (Knee shi-rin-gee zin-gah-hee) ou ni sente zingahi?
- Bom dia. Como vai você?

Oraire ota (orei-rota)
Respostas: estou bem
Ndeire gye (ndei-re-jeh) ou Ndyaho (indi-aho)
- Bom dia. Você dormiu bem?

Oraire gye? (orei-reh-jeh)
Respostas:  Sim, estou bem, ok
Kare (Kar-eh) 					
- Boa tarde. Como está passando o dia?

Osiibire ota (o-see-bee-rota) 			
Respostas: Nsiibire gye (insi-bi-reje)
- Você está passando bem o seu dia?

Osiibire gye (Osi birejge)
Respostas: Sim- Eego (egg-oh)or nsiibire gye
- Você está passando bem o seu dia?

Waasiiba ota (wasib-wota)
Resposta:
Tudo bem, eu passei bem – Naasiiba gye  (nasi-baje)
- Boa noite. (Oralegye)